# 天文館シネマパラダイス
天文館シネマパラダイス（てんもんかんシネマパラダイス）は、鹿児島県鹿児島市東千石町（天文館）のLAZO表参道にある映画館。7スクリーンを有するシネマコンプレックスである。運営は株式会社天文館。略称は天パラ（てんパラ）。

## 歴史

### 天文館の映画館

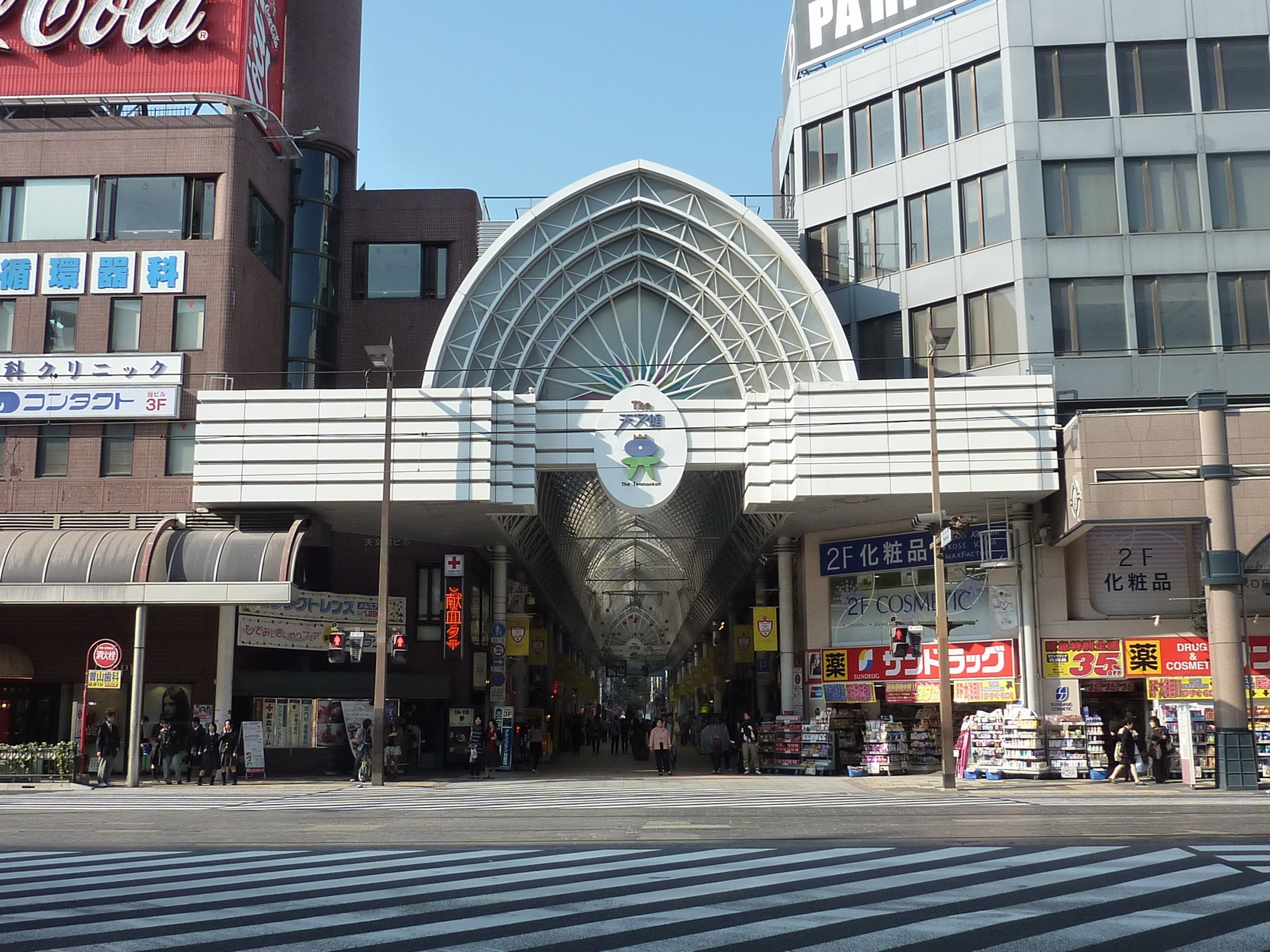
天文館のアーケード商店街

鹿児島市の繁華街である天文館は戦前から映画館街として知られていた。1945年（昭和20年）6月17日の鹿児島大空襲で鹿児島市の映画館はすべて焼失したが、1947年（昭和22年）までには映画館5館が立ち並ぶ映画館街が天文館に復活した。
1953年（昭和28年）の鹿児島県には42館の映画館があり、鹿児島市にあった第一映劇、第一小劇、セントラル映劇（ここまで3館は東千石町）、高島映劇、日東映劇、銀座映劇、銀映座、国際映劇、日本劇場（ここまで6館は山之口町）の9館はすべて天文館にあった。同年8月には国鉄西鹿児島駅付近に、戦後初めて甲突川を越えた位置（南側）に映画館（新世界映劇）が開館している。
全国の映画館数がピークを迎えたのは1960年（昭和35年）である。この年の鹿児島県には104館の映画館が、鹿児島市には26館があり、天文館には26館のうち16館が存在した。京都造形芸術大学教授で映画評論家の寺脇研は、鹿児島で過ごしたラ・サール高校時代に天文館の映画館に入り浸って、年間200本近い日本映画を観ていた。
テレビの普及や住宅地の郊外化にともなって映画業界は衰退していった。1972年度の鹿児島県の映画館数は最盛期の約半分となり、鹿児島県の映画人口は最盛期の12%にまで減少した。1999年（平成11年）時点では鹿児島県内で映画館が存在する自治体は鹿児島市のみであった。同時期の天文館にはシネシティ文化（5スクリーン）、鹿児島東宝（3スクリーン）、鹿児島松竹タカシマ（2スクリーン）、鹿児島東映（単独館）、旭シネマ（単独館）の5施設計12スクリーンがあった。

### 天文館からの映画館の消滅と復活

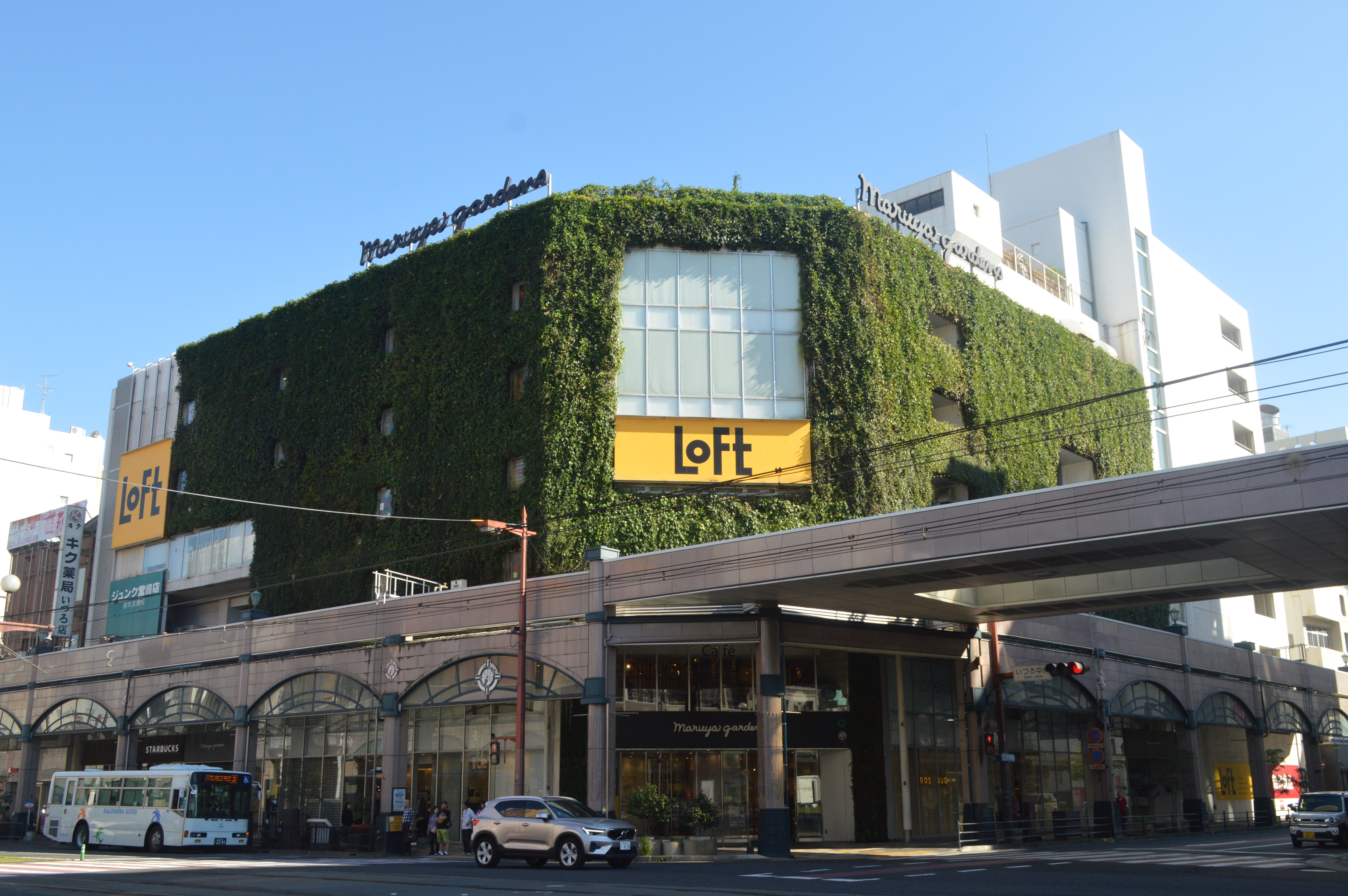
ガーデンズシネマが入っているマルヤガーデンズ

2004年（平成16年）にはJR鹿児島中央駅前のアミュプラザ鹿児島に鹿児島県最大級のシネマコンプレックス（シネコン）であるミッテ10が開館。これによって天文館にあったシネシティ文化の収益が悪化し、また鹿児島市郊外にシネコンが開館することも決定していたことから、2006年（平成18年）6月5日には九州初の複合映画ビルであるシネシティ文化が休館となった。
さらには同年10月15日に鹿児島市郊外にシネコンのTOHOシネマズ与次郎が開館するのに合わせて、前日の10月14日をもって鹿児島東宝（1974年開館・3スクリーン）が閉館し、ついに天文館から映画館が消えた。有楽興行が運営していたシネシティ文化は休館後も興行再開を模索したが、2006年10月に興行再開を断念している。
2009年（平成21年）末時点の鹿児島県のスクリーン数は24館であり、沖縄県を含む九州地方8県の中では宮崎県に次いでスクリーン数が少なかった。2010年（平成22年）4月28日には三越鹿児島店跡地にマルヤガーデンズが開店し、これに合わせてミニシアターのガーデンズシネマが開館した。これによって約4年ぶりに天文館に映画館が復活している。ガーデンズシネマの運営を担っているのは、2007年6月16日に黒岩美智子を中心として発足した自主上映団体「鹿児島コミュニティシネマ」である。

### 天文館シネマパラダイスの開館

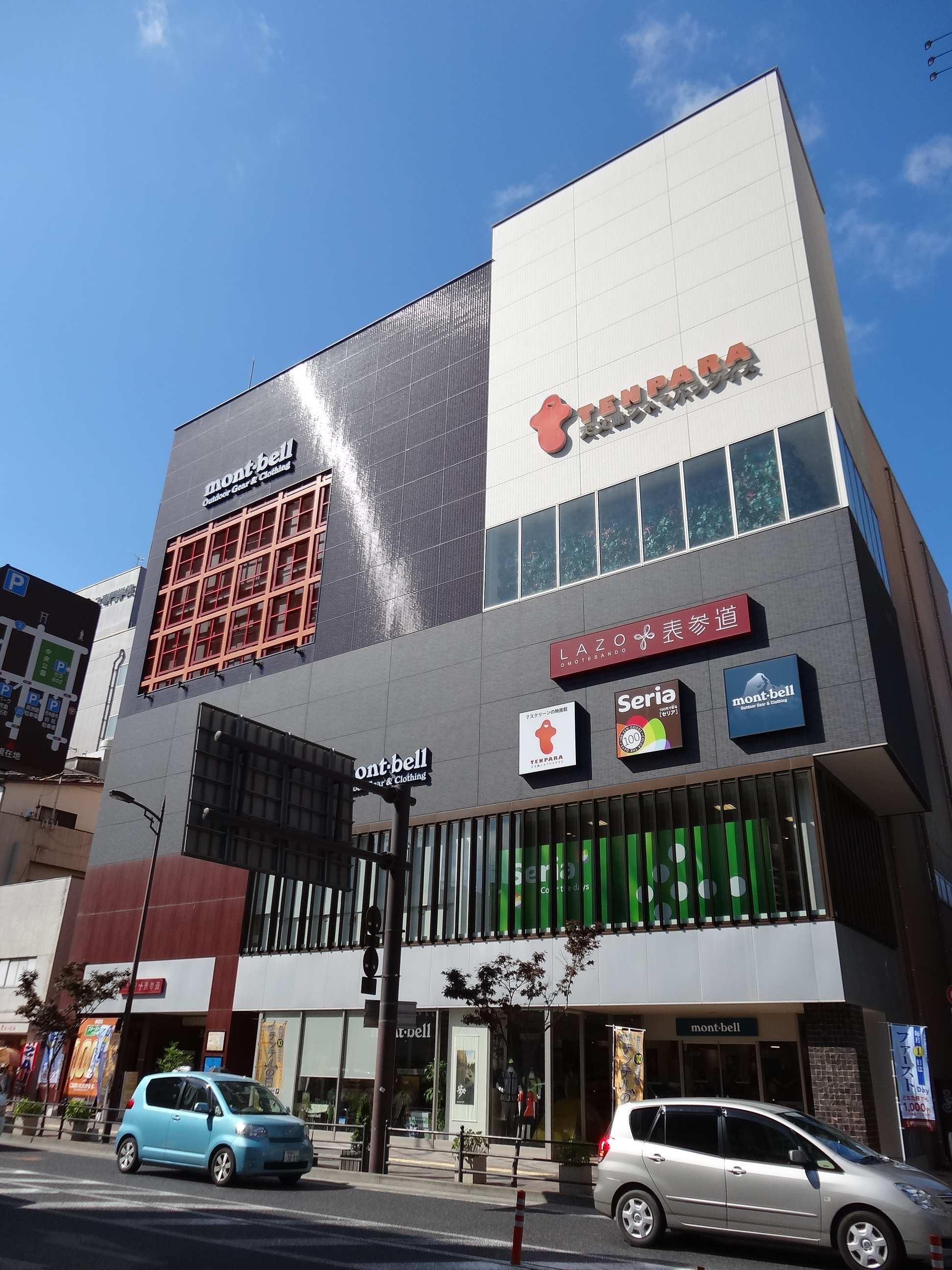
LAZO表参道

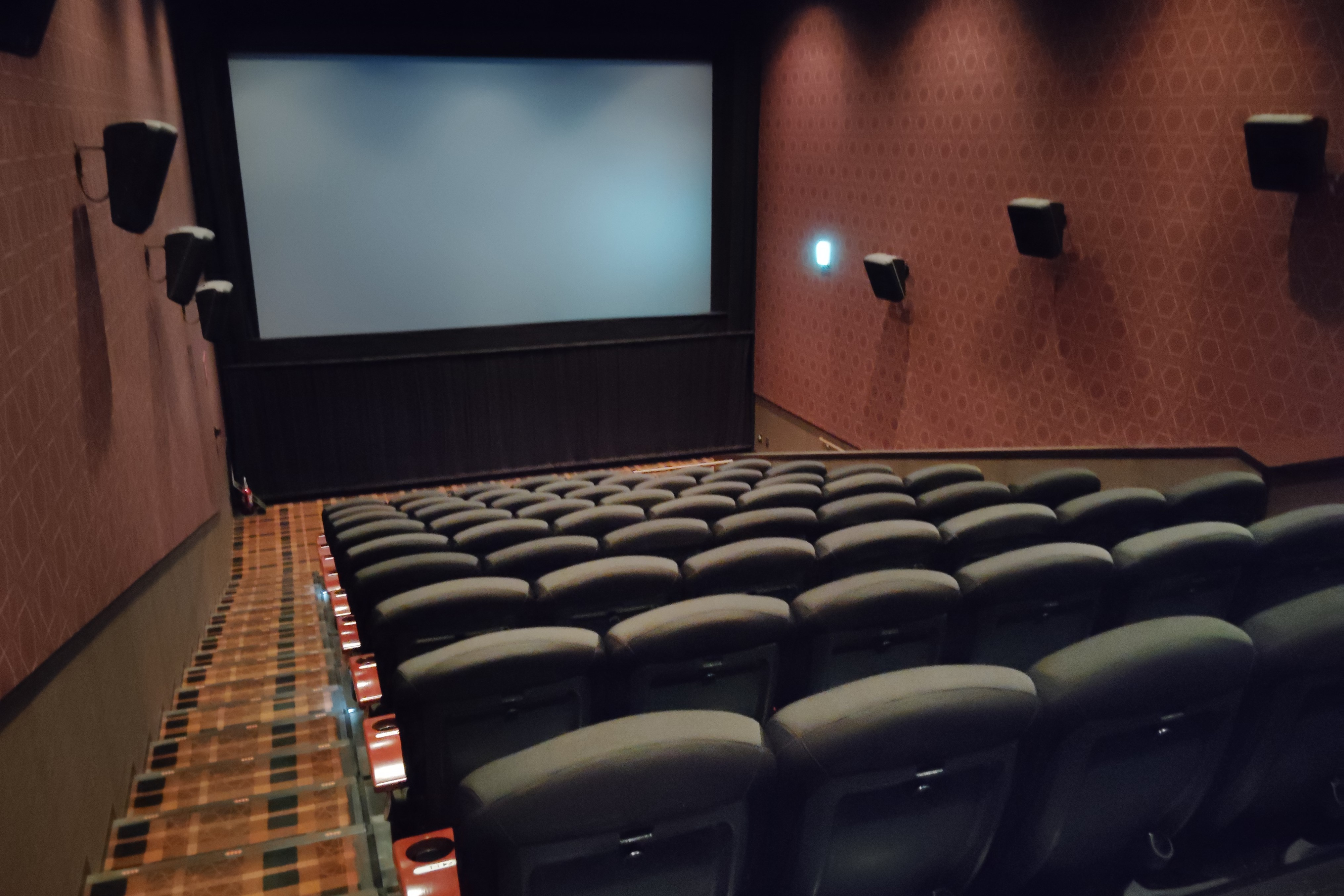
映画館のホール

ガーデンズシネマの開館前から、商店街主らによってかつての映画街である天文館にシネマコンプレックスを開館させる計画があった。2012年5月1日には複合商業ビル「LAZO表参道」がオープンし、5月3日には3階-5階に7スクリーン計875席を持つ天文館シネマパラダイスが開館した。名称やロゴマークは公募によって決定されている。
開館時のラインナップは『タイタニック 3D』、『スター・ウォーズ エピソード1/ファントム・メナス 3D』、『アフロ田中』、『捜査官X』、『J・エドガー』など10作品である。同年には過去の名作映画を再上映する企画「BACK TO THE THEATER」を行い、『ブルース・ブラザース』（1980年）や『バック・トゥ・ザ・フューチャー』（1985年）などが上映された。
天文館シネマパラダイスの運営会社は初年度の入館者数を20万人（1か月あたり約2万人）と見込んでいたが、開館後には集客に苦戦している。開館月である2012年5月の入館者数は5,773人、開館後4カ月半の2012年9月20日時点の入館者数は35,821人であり、目標の約1/3であった。開館後1年間の総観客数は約10万5000人であり、開館前に目標としていた20万人の約半分だった。なお、天文館シネマパラダイスの開館によりガーデンズシネマの観客数は減少している。
2013年（平成25年）4月に発表された福岡大学都市空間情報行動研究所の調査によると、天文館シネマパラダイスの認知度は80%に上るものの、実際に利用したことがある人は30%にとどまっていた。またこの調査では天文館シネマパラダイスとJR鹿児島中央駅前のシネコン「ミッテ10」を比較して、天文館シネマパラダイスは交通の便や上映作品の質などが課題としている。ただし、天文館シネマパラダイスの開業後には周辺地域の歩行者が増加し、空き店舗が減少するという波及効果も見られている。

## 特色

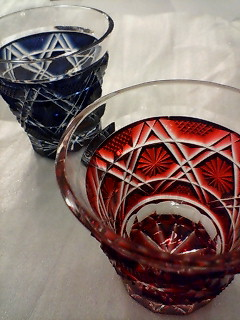
内装のイメージとなっている薩摩切子

### 運営
天文館シネマパラダイスの全事業費は約16億円であり、その40%である約5億9000万円は国や鹿児島市からの補助金で賄われている。天文館シネマパラダイスは株式会社天文館が運営し、TOHOシネマズが番組編成を行っている。運営に税金が使われていることや、衰退した商店街に映画館を再開館させることには、開館前から賛否両論あった。
邦画や洋画の大作はもちろん、鹿児島県では上映されることが少なかった単館系作品やアート系作品も多く上映している。近年では洋画でも字幕版よりも吹き替え版の人気が高いが、天文館シネマパラダイスでは字幕版を多く上映するように努めている。

### 設備
ロビーの絨毯や壁は茶色を基調としており、落ち着きや高級感をもたらしている。内装はガラス細工の薩摩切子をイメージしており、鏡を多用して奥行きを感じさせている。ホール内の座席は黒色であり、各座席にドリンクホルダー付き肘掛けが備え付けられている。
コンセッション（売店）ではポップコーン、ドリンク、軽食などを販売している。4台の自動券売機を設置しており、当日券・前売券・インターネット予約券の発券などが可能である。映画鑑賞時にはブランケットやチャイルドシートの貸出を行っている。
スクリーン1・スクリーン3・スクリーン4・スクリーン5・スクリーン7の最後部にはアベックが2人で座れるソファ型のプレミアムシートが設置されている。プレミアムシートの設置は鹿児島県の映画館としては初のことだった。

### サービス
2013年（平成25年）時点ではファーストデイ（毎月1日、入場料1000円）、テンパデイ（毎月10日、1000円）、レディースデイ（毎週水曜日、1000円）、シニア割引（60歳以上、1000円）、夫婦50%引き（夫婦のどちらか50歳以上なら2人で2200円）、レイトショー（20時以降開始回、1200円）の6種類の映画料金割引制度を設けている。LAZO表参道と大型駐車場セラ602は地下道で直結しており、駐車場から雨や火山灰に濡れずに映画館に来ることができる。2015年（平成27年）時点では天文館の商店街にある100軒ほどの店舗と提携しており、提携した店舗で映画の半券を提示すると特典が受けられる。

## 基礎情報

### 所在地
- 所在地 : 鹿児島県鹿児島市東千石町19-1 LAZO表参道3階-5階
- アクセス : 鹿児島市電2系統で「天文館通」または「いづろ通」電停下車後徒歩約5分、または鹿児島市営バスで「天文館」バス停から徒歩5分

### スクリーン
| 天文館シネマパラダイスのスクリーン | 天文館シネマパラダイスのスクリーン | 天文館シネマパラダイスのスクリーン | 天文館シネマパラダイスのスクリーン | 天文館シネマパラダイスのスクリーン |
| スクリーン番号                     | 座席数                             | スクリーンサイズ                   | 音響設備                           | その他設備                         |
| ---------------------------------- | ---------------------------------- | ---------------------------------- | ---------------------------------- | ---------------------------------- |
| Screen 1                           | 183席                              | 5.4×12.47m                         | 7.1ch                              | 3D設備（RealD）                    |
| Screen 2                           | 77席                               | 3.65×6.35m                         | 7.1ch                              | 3D設備（RealD）                    |
| Screen 3                           | 114席                              | 5.15×10.37m                        | 7.1ch                              | 3D設備（RealD）                    |
| Screen 4                           | 111席                              | 4.95×8.8m                          | 7.1ch                              | -                                  |
| Screen 5                           | 187席                              | 5.35×12.23m                        | 7.1ch                              | -                                  |
| Screen 6                           | 77席                               | 3.65×6.35m                         | 7.1ch                              | -                                  |
| Screen 7                           | 114席                              | 4.95×10.37m                        | 7.1ch                              | -                                  |